# Frauenfußballländerspiel DDR – Tschechoslowakei
Das Frauenfußballländerspiel DDR – Tschechoslowakei fand am 9. Mai 1990 im Karl-Liebknecht-Stadion in Potsdam statt.
Es war das erste und einzige Länderspiel der DDR-Nationalmannschaft der Frauen und der Höhepunkt, aber auch gleichzeitig das Ende des internationalen DDR-Frauenfußballs. „Ich hatte mich riesig über meine Nominierung gefreut. Dass es dieses Spiel gab, hat mich stolz gemacht. Das war eine große Anerkennung für unseren Sport“, so Heike Hoffmann, die inzwischen Lehrerin für Sport und Geschichte ist. Auch Sybille Brüdgam erinnert sich wie folgt: „Das war damals für uns eine aufregende Sache, weil es etwas ganz Besonderes war. Letztendlich blieb es ja dann auch einzigartig. So etwas vergisst man nicht.“
Die DDR-Auswahl verlor gegen ihren erfahrenen Gegner mit 0:3.

## Vorbereitung
Zur Vorbereitung fand ein zweitägiges Trainingslager in der Sportschule Lindow statt. Um den Gegner zu analysieren, hatten die Trainer Bernd Schröder (in Personalunion auch Trainer von Turbine Potsdam), zusammen mit seinem Co-Trainer Dietmar Männel (damals Trainer von FC Wismut Aue), das Länderspiel der Tschechoslowakei gegen die bundesdeutsche Fußballnationalmannschaft der Frauen am 29. April 1990 in Frýdek-Místek besucht.

## Spielverlauf
Der Anpfiff erfolgte um 17:30 Uhr im mit 800 Zuschauern nur spärlich besetzten Karl-Liebknecht-Stadion durch den Schiedsrichter Klaus Scheurell aus Königs Wusterhausen. Schnell zeigte sich die spielerische Überlegenheit der Gäste, die durch Ivana Bulikova mittels Foulelfmeter in Führung gingen. Nach der Pause erhöhten die Spielerinnen aus der Tschechoslowakei den Druck und die deutschen Frauen legten ihre Nervosität das ganze Spiel über nicht ab, sodass sie noch zwei weitere Gegentore durch Jana Paolettikova in der 65. Minute und 6 Minuten später durch Olga Hutterova bekamen.
| Paarung        | DDR – Tschechoslowakei |
| Ergebnis       | 0:3 (0:1) |
| Datum          | 9. Mai 1990 |
| Stadion        | Karl-Liebknecht-Stadion, Potsdam |
| Zuschauer      | 800 |
| Schiedsrichter | Klaus Scheurell ( DDR) |
| Tore           | Ivana Bulikova (22., Foulelfmeter), Jana Paolettikova (65.), Olga Hutterova (71.) |
| DDR            | Annett Viertel, Kathrin Hecker, Petra Weschenfelder (70. Heidi Vater), Heike Hoffmann, Sybille Lange, Carmen Weiß (46. Heike Ulmer), Katrin Prühs, Sybille Brüdgam , Katrin Baaske (60. Sabine Berger), Dana Krumbiegel, Doreen Meier Cheftrainer: Bernd Schröder |